# Фокер K.I
Фокер K.I је ловачки авион направљен у Немачкој. Авион је први пут полетео 1915. године. 

Овај необични двотрупни дизајн је био покушај да се несинхронизовани митраљез постави на авион. Због слабих летних особина није произведен у серији. 

## Наоружање
| Наоружање авиона: Фокер        |      |
| Ватрено (стрељачко) наоружање  |      |
| Топ                            |      |
| Митраљез                       |      |
| Број и ознака митраљеза        | 2 x  |
| Број метака                    | 500  |
| Калибар                        | 7,92 |
| Бомбардерско наоружање (бомбе) |      |
| Ракетно наоружање (ракете)     |      |